# Романов, Василий Игнатьевич
Василий Игнатьевич Романов — советский хозяйственный, государственный и политический деятель.

## Биография
Родился в 1934 году в селе Янгорчино. Член КПСС.
Выпускник Чувашского государственного сельскохозяйственного института. С 1957 года — на хозяйственной, общественной и политической работе. В 1957—1987 гг. — председатель колхоза «Янгорчино» Вурнарского района Чувашской АССР, председатель исполкома Вурнарского районного Совета депутатов трудящихся, первый секретарь Вурнарского райкома КПСС
Избирался депутатом Верховного Совета СССР 7-го созыва.
Делегат XXV съезда КПСС.
Умер в Вурнарах в 2020 году.